# David García de la Cruz

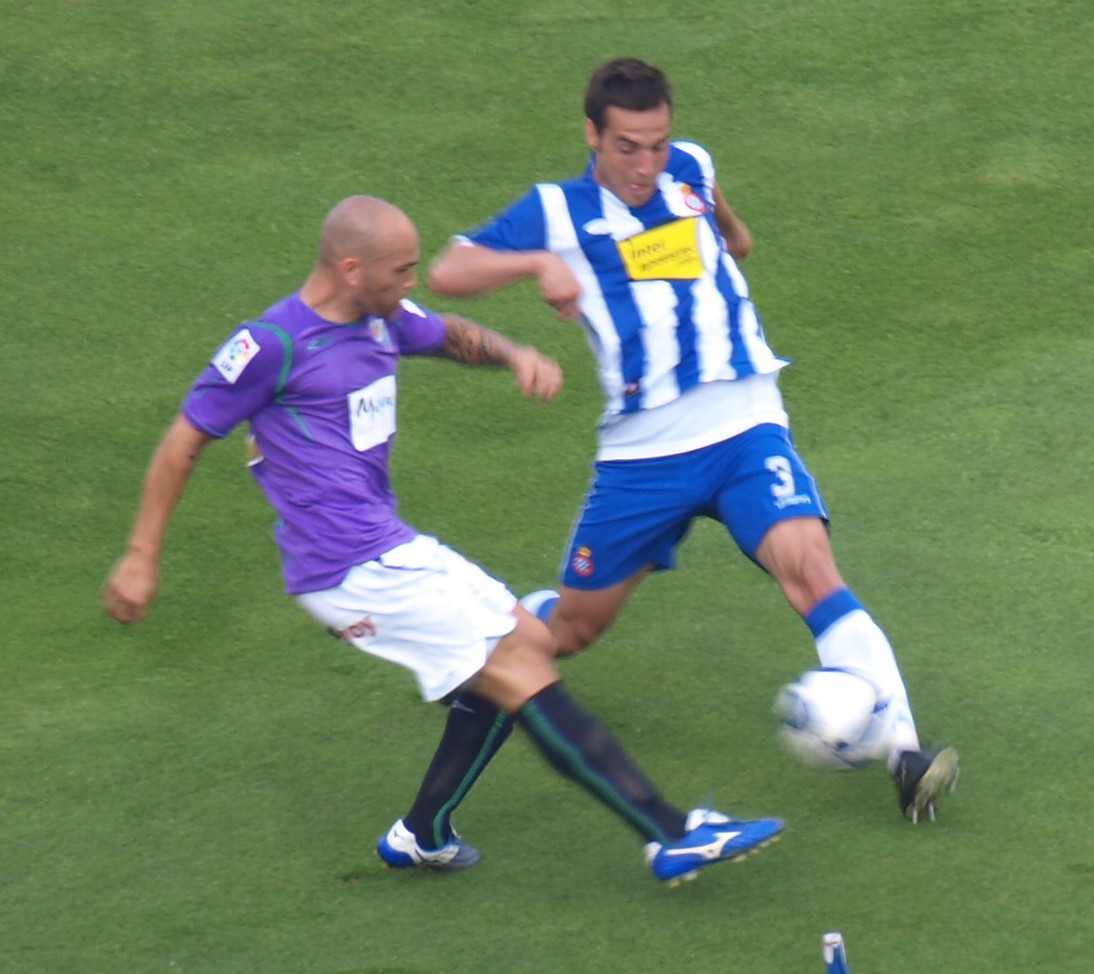
David García de la Cruz in actie voor Espanyol

David García de la Cruz (Manresa, 16 januari 1981) is een voormalig Spaans profvoetballer. Hij speelde als verdediger bij RCD Espanyol en Girona FC.

## Clubvoetbal
David García doorliep de verschillende jeugdelftallen van Espanyol en in het seizoen 1999/2000 speelde hij voor Espanyol B. In januari 2000 maakte hij zijn debuut in het eerste elftal. David García won met Les Periquitos de Copa del Rey in 2000 en 2006. In 2007 werd de finale van de UEFA Cup gehaald, waarin na strafschoppen werd verloren van Sevilla FC. David García was inmiddels samen met Daniel Jarque reserve-aanvoerder van Espanyol na Raúl Tamudo. In de zomer van 2011 vertrok de verdediger naar Girona FC, waar hij uiteindelijk 4 seizoenen zou spelen en in 2015 zijn carrière als profvoetballer afsloot.

## Nationaal elftal
David García speelde nog nooit voor het Spaans nationaal elftal. Wel speelde de verdediger tweemaal in het Catalaans elftal, in december 2004 tegen Argentinië en in december 2005 tegen Paraguay.